# Taverne du Black Cat
La taverne du Black Cat est un site historique LGBT situé dans le quartier de Silver Lake à Los Angeles, en Californie. En 1967, il est le théâtre de l'une des premières manifestations aux États-Unis de protestation contre la violence policière dirigée contre les personnes LGBT, précédant les émeutes de Stonewall de plus de deux ans. 

## Histoire

### Répressions policières et judiciaires

#### Contexte
Dans les années 1960, la communauté queer subit une forte discrimination, avec la marginalisation de l'homosexualité, des lois répressives et des descentes de police brutales renforçant l'exclusion sociale de ses membres.
C'est dans ce contexte qu'est fondée la taverne du Black en novembre 1966 à Los Angeles, où elle devient un lieu de rencontre prisé par la communauté LGBTQ+.

#### Descentes de police (1966-1967)
Durant le Nouvel An 1966, la taverne du Black Cat fait l'objet d'une descente de police. Les autorités accusent les clients de conduite obscène. Plusieurs arrestations ont lieu et la police fait usage de la force. 
Selon le journal gay local Tangents, le Black Cat est animé et festif, avec des clients célébrant le Nouvel An. Après avoir arrêté plusieurs clients pour s'être embrassés, les policiers commencent à frapper plusieurs clients et arrêtent finalement quatorze personnes pour « agression et obscénité publique ». Deux barmans sont battus jusqu'à perdre connaissance. Deux clients s'enfuient vers un autre bar gay, New Faces, mais ils sont poursuivis et arrêtés. Les agents prennent la gérante, une femme nommée Lee Roy, pour un homme (du nom de « Leroy ») portant une robe et la frappent violemment. 

#### Poursuites judiciaires
Deux hommes arrêtés pour avoir embrassé une femme sont condamnés selon l'article 647 du Code pénal californien et inscrits au registre des délinquants sexuels. Leur appel, invoquant le droit à une protection égale, est rejeté par la Cour suprême des États-Unis. Des collectes de fonds sont ensuite organisées à New York et à San Francisco pour soutenir les six condamnés, parmi lesquels Benny Baker et Charles Talley.

### Mouvement de protestation
Contrairement aux croyances répandues, aucune émeute n'a lieu au Black Cat. Une manifestation pacifique rassemblant environ 200 personnes se tient pour protester contre le raid du 11 février 1967. Les organisateurs utilisent des réseaux de communication discrets pour coordonner l'événement, attirant de cette manière plusieurs centaines de personnes. La mobilisation est organisée par un groupe appelé PRIDE (Personal Rights in Defense and Education), fondé par Steve Ginsberg, et par le SCCRH (Southern California Council on Religion and Homophile). Elle est encadrée par des escadrons de policiers armés. Les manifestants respectent strictement toutes les lois et règlements afin que la police n'ait aucune justification légitime pour procéder à des arrestations. L'événement est la première manifestation publique LGBTQ à Los Angeles et l'une des plus importantes du pays, se déroulant sous le mandat de Ronald Reagan, caractérisé par une mentalité de loi et d'ordre (en) et une violence policière systémique.

### Naissance du journalThe Advocate
Le raid de police et les protestations qui suivent sont un élément d'inspiration de la publication de The Advocate, qui commence à paraître en tant qu'organe de presse du groupe PRIDE.   

## Postérité

### Influence sur les mouvements LGBTQ
Le raid de janvier 1967 sur la taverne du Black Cat et le raid d'août 1968 sur The Patch inspirent ensemble la formation de la Metropolitan Community Church (dirigée par le pasteur Troy Perry),.  
Pendant un certain temps, « les émeutes de Stonewall sont devenues centrales dans la mémoire collective gay alors que d'autres événements ne l'ont pas été ». En soulignant les moments critiques de l'histoire LGBT qui ont lieu avant 1969, les historiens continuent de remettre en question l'idée selon laquelle les événements du Stonewall Inn ont été la toute première fois que les personnes LGBT « ont riposté au lieu de subir passivement un traitement humiliant ». En effet, l'émeute de Cooper Do-nuts de 1959 et l'émeute de la cafétéria Compton en 1966 sont antérieures aux incidents du Black Cat.

### Célébrations et hommages
En 2008, la Commission du patrimoine culturel de la ville de Los Angeles installe une plaque sur le bâtiment où se trouvait la taverne du Black Cat d'origine, le reconnaissant comme le site de la première manifestation pour les droits civiques LGBTQ du pays. Le 7 novembre 2008, le site du Black Cat est déclaré monument historique et culturel de Los Angeles.   
En novembre 2012, après avoir opéré sous divers noms, dont Le Barcito, un bar fréquenté par la communauté latino, le site est transformé en restaurant et bar sous le nom de The Black Cat, en hommage à l'établissement d'origine. Désormais ouvert à une clientèle grand public, l'intérieur présente des photographies des événements de 1967. En 2017, une reconstitution de la manifestation originale a lieu à l'occasion de son 50e anniversaire. Plus d'une centaine de participants sont sur place, dont le maire de Los Angeles Eric Garcetti et Alexei Ramanoff, qui avait participé à l'organisation originale des manifestations de 1967. Les gens apportent des pancartes reproduisant celles d'origine.  
En 2021, la Coalition ANSWER organise une marche qui part du site original de la taverne Black Cat. Elle milite pour la fin des violences policières, du racisme, de l’homophobie et de la violence envers les transgenres, ainsi que pour les droits des homosexuels. La Taverne est choisie comme point de départ car elle est largement considérée comme le premier lieu de protestation pour les droits des homosexuels.  
Le 1er octobre 2023, la taverne du Black Cat devient le monument historique californien no 1063, avec un marqueur le désignant comme tel, ce qui en fait le premier marqueur pour un monument historique californien associé à l'histoire LGBTQ,. 

### Dans la culture
En 2014, l'artiste queer chicana Alma López et les étudiants de sa classe « Queer Art in LA » à l'UCLA peignent une fresque murale représentant les manifestations. La fresque est située dans les bureaux des études LGBTQ à Haines Hall, sur le campus de l'UCLA. 
Le 14 novembre 2017, la série documentaire Lost LA de KCET inclut des interviews, des images, des reportages et des documents primaires sur le raid et les manifestations, dans son épisode « Coded Geographies ». Celui-ci situe plus largement l'incident de novembre 1966 et les manifestations qui suivent dans la culture LGBTQ de Los Angeles.  